# 蕭特知音公司
蕭特知音公司（英文：Avedis Zildjian Company、Zildjian）是一家生產銅鈸樂器的公司。
相傳土耳其的Zildjian家族祖先阿維迪斯·蕭特知音(Avedis Zildjian)在煉金實驗時將銅、錫和銀放進爐中熔化，結果煉成了一對鼓舞軍隊士氣的銅鈸，後來被鄂圖曼帝國蘇丹奧斯曼二世賜姓Zildjian，Zildjian就是「製鈸人」的意思。Zildjian的第一個銅鈸是在1623年製成的。
1929年，Zildjian家族在美國麻省昆西市建立了蕭特知音公司。
該公司的產品包括銅鈸及鼓棍等，在香港由通利琴行代理。

## 外部連結
蕭特知音公司官方網頁 （页面存档备份，存于）
YouTube上的蕭特知音公司頻道
蕭特知音公司的Instagram帳戶
Zildjian Taiwan的Instagram帳戶
Zildjian Japan的Instagram帳戶
Zildjian Korea的Instagram帳戶